# Велика мечеть Дженне
Велика мечеть Дженне (фр. Grande mosquée de Djenné, араб. الجامع الكبير في جينيه) — це велика саманна будівля, яка вважається багатьма архітекторами одним з найбільших досягнень судано-сахельського архітектурного стилю. Мечеть розташована у місті Дженне, Малі, на заплаві ріки Бані. Перша мечеть на цьому місці була збудована бл. 13-го сторіччя, але поточна будівля датується 1907 року. Будівля є центром спільноти Дженне, однією з визначних пам'яток Африки, та разом зі  «Старими містами Дженне» внесена до Світової спадщини ЮНЕСКО у 1988 році.

## Історія

### Перша мечеть

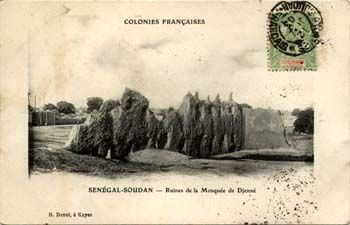
Руїни початкової мечеті на французькій листівці бл. 1900 р.

Точна дата будівництва першої мечеті Дженне невідома, але науковці припускають дати від 1200 до 1330 років н. е. Найранніший документ, який її згадує, — «Тарік-аль-Судан» (Tarikh al-Sudan, «Історія Судану») Абд-аль-Саді 1655 року, який наводить ранню історію, ймовірно записану з усних джерел, які існували в середині 17-го ст. У Таріку зазначається, що султан Кунбуру перейшов в іслам, зруйнував свій палац, а на його місці побудував мечеть. Для себе він збудував новий палац на східній стороні мечеті. Його безпосередній нащадок добудував вежі мечеті, а наступний султан — оточуючий мур.
Інші письмові згадки мечеті відсутні аж до часу, коли французький мандрівник Рене Огюст Кайє відвідав Дженне 1828 року та написав: «У Дженне є мечеть, збудована з землі, по боках якої дві масивні, але не високі вежі; вона грубо збудована, але дуже велика. Мечеть покинута на тисячі ластівок, які будують в ній свої гнізда. Через те в ній стоїть сморід, і щоб його уникнути, виникла традиція промовляти молитви у маленькому зовнішньому дворі.»

### Мечеть Секу Амаду

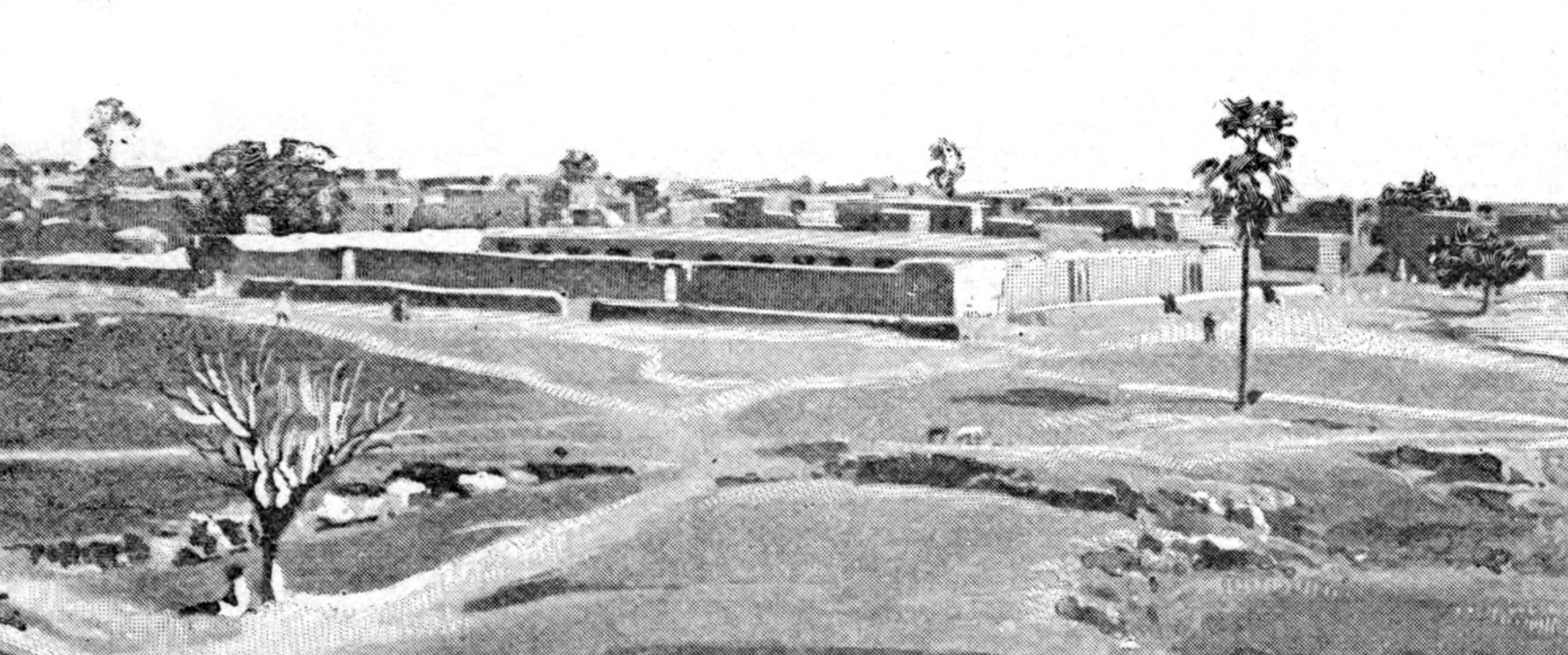
Мечеть Секу Амадух південного заходу у 1895. З книги Фелікса Дюбуа «Tombouctou la Mystérieuse».

За десять років до відвідання міста Рене Кайє, правитель Фульбе Секу Амаду розпочав джихад та підкорив Дженне. Начебто він не схвалював стару мечеть та дозволив їх занепасти. Це і була будівля, яку бачив Кайє. Секу Амаду також закрив всі малі мечеті довкола. Між 1834 та 1836 роками Секу Амаду збудував нову мечеть на схід від старої, на місці колишнього палацу. Нова мечеть була великою низькою будівлею без веж чи орнаменту.
Французькі сили під керівництвом Луї Аршинара захопили Дженне у квітні 1893 року. Невдовзі після того французький журналіст Фелікс Дюбуа відвідав місто та описав руїни старої мечеті. На час його візиту, внутрішня частина старої мечеті використовувалась як кладовище. У своїй книзі 1897 року, «Tombouctou la Mystérieuse» («Тімбукту загадковий»), Дюбуа наводить план та малюнок, як він уявляв вигляд мечеті до її занепаду.

### Сучасна мечеть
У 1906 році французька адміністрація міста зайнялася організацією відбудови початкової мечеті та будівництва школи на місті мечеті Секу Амаду. Відбудова була завершена 1907 року з використанням примусової сили під керівництвом Ісмаїла Траоре, голови гільдії каменярів Дженне. З фотографій того часу видно, що принаймні частина зовнішніх стін відповідає їх положенню у першій мечеті, однак не ясно, чи колони, які підтримують дах, також розташовані на початковому місці. Майже точно новим у відбудованій мечеті було симетричне розташування трьох великих веж у стіні кібла. Тривала дискусія, наскільки дизайн відбудованої мечеті перебував під французьким впливом.

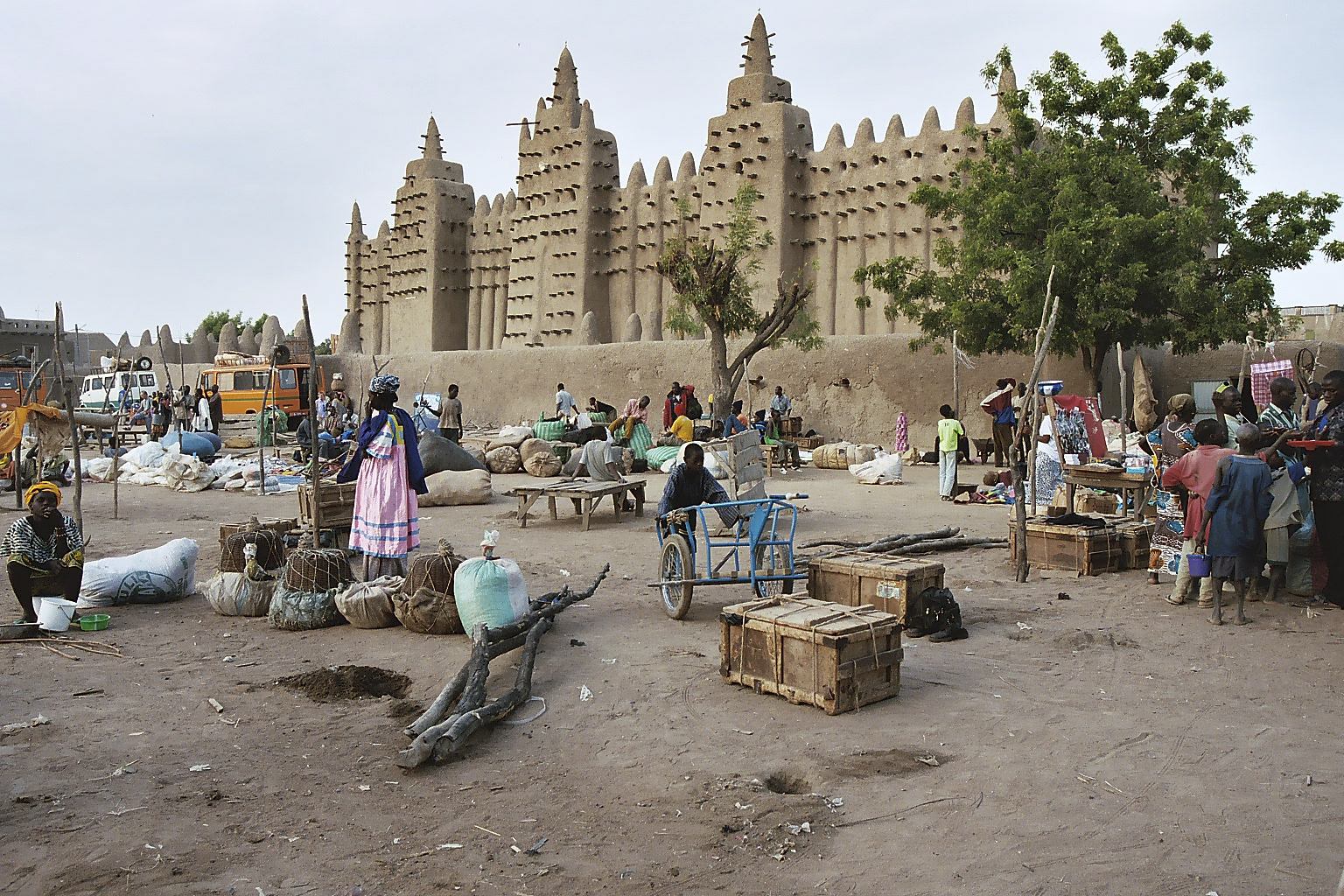
Сучасна мечеть (2003) позаду міського ринку

Дюбуа вдруге відвідав Дженне 1910 року та  був шокований новою будівлею. Він вважав, що французька колоніальна адміністрація була відповідальна за дизайн, і написав, що він нагадував «суміш їжака та церковного органа». Він вважав, що шпилі веж нагадують «бароковий храм, присвячений богу супозиторіїв». Натомість, Жан-Луї Буржуа доводив, що дизайн «ґрунтовно африканський» і французи мали мало впливу на дизайн, крім можливо внутрішніх арок.
На терасі перед східною стіною розташовані два поховання. Більший монумент на півдні — поховання Альмані Ісмаїла, важливого імама 18-го сторіччя. На початку французького колоніального періоду озерце, розташоване на східній стороні мечеті, було засипане землею для створення відкритого простору, який зараз використовується як тижневий ринок.
Велику мечеть облаштували системою гучномовців, однак мешканці Дженне не схвалили подальшу модернізацію та висловились на користь збереження історичності будівлі.
У 1996 році журнал «Vogue» провів всередині мечеті фотосесію; фото напівроздягнених моделей в журналі обурили місцевих мешканців і з того часу немусульманам заборонений вхід до мечеті . Мечеть можна було побачити у фільмі 2005 року «Сахара».

## Дизайн
Стіни Великої мечеті складені з висушених на сонці земляних цеглин (які мають назву «ферей») та скріплені розчином на основі піску та землі. Стіни вкриті штукатуркою, яка надає їм гладкого, виліпленого вигляду, та прикрашені пучками палиць з пальми Borassus aethiopum, які називаються «торони» та випирають на 60 см від поверхні стіни. Торони слугують як готові ліси для щорічних ремонтів. З даху такої відходять керамічні напівтруби, які направляють дощову воду з даху від стін.
Мечеть збудована на платформі розмірами бл. 75 x 75 метрів, піднятій на 3 м над рівнем ринкової площі. Платформа запобігає пошкодженню мечеті, коли розливається річка Бані. На платформу можна піднятися по шести сходах, кожні з яких прикрашені башточками. Головний вхід розташований на північній стороні будівлі. Зовнішні стіни мечеті не точно ортогональні, тому на плані вона виглядає трапецією.
Молитовна стіна (кібла) Великої мечеті розташована на схід, в напрямку Мекки, і виходить на ринкову площу. Над кіблею височіють три великі, схожі на коробки вежі-мінарети, що виходять з головної стіни. Центральна вежа має 16 метрів у  висоту. Конусоподібні шпилі (башточки) на кожному мінареті завершуються страусиними яйцями. Східна стіна має товщину до 1 метра та підсилена 18 схожими на пілястри контрфорсами, кожен з яких завершується башточкою. На кутах розташовані прямокутні контрфорси, прикрашені торонами та башточками.
Молитовна зала розмірами бл. 26×50 м займає східну частину мечеті за кіблею. Дах зроблений з пальми та покритий глиною і підтримується 9 внутрішніми стінами, орієнтованими з півночі на південь, в яких прорізані гострокутні арки, що майже сягають даху. Такий дизайн створює «ліс» з 90 масивних прямокутних колон, розташованих у внутрішній молитовній залі, які сильно обмежують кругозір. Малі та нерегулярно розташовані вікна з півночі та півдня пропускають мало світла для освітлення зали. Підлога утворена піщаною землею.

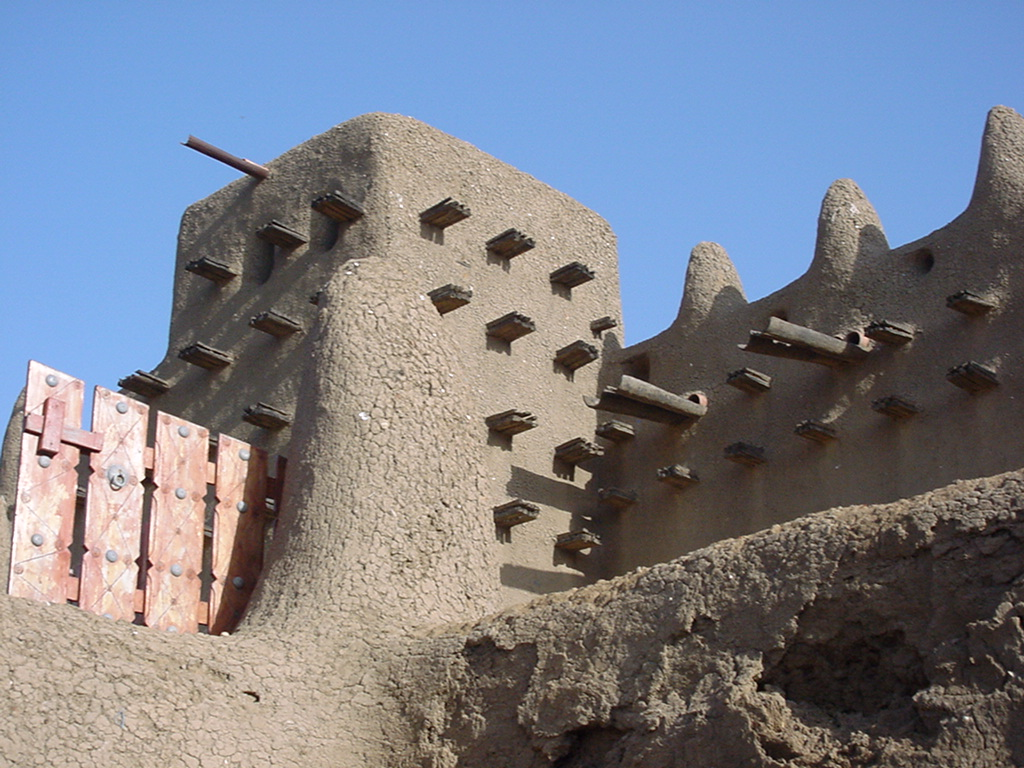
Пачки пальмових палиць у стінах Великої мечеті, які використовуються для орнаменту та як ліси при щорічних ремонтах.

З боку молитовної зали, у кожній з трьох веж у кіблі облаштовані ніші (міхраб). Імам молиться у міхрабі центральної вежі. У стелі цього міхрабу є вузький отвір, що веде до маленької кімнати у вежі над рівнем даху. Раніше, муедзин повторював слова імама людям міста. Справа від міхраба у центральній вежі розташована друга ніша (мінбар), з якої імам проводить п'ятничні служби.
Вежі в кіблі не мають сходів від молитовної зали до даху, але існують дві квадратні вежі, в яких розташовані сходи на дах. Одні сходи розташовані у південнозахідному куту молитовної зали, а інші розташовані поруч з головним входом та доступні лише з зовнішньої сторони мечеті на північному боці. Маленькі вентиляційні отвори у даху накриті керамічними перевернутими обпаленими тарілками, які з них знімають, коли потрібно провітрити внутрішні приміщення.
Внутрішній двір на захід від молитовної зали має розміри  20×46 м та з трьох сторін оточений галереями. Стіни галерей, які виходять на двір, мають арочні отвори. Західна галерея виділена для використання жінками.
За мечеттю здійснюється постійний нагляд і ремонт, але з 1907 у дизайн були внесені лише невеликі зміни. Наприклад, замість одного центрального міхрабу, ця вежа спочатку мала дві великі арочні ніші, які віддзеркалювали форму вхідних арок у північній стіні. На мечеті також було значно менше торонів, і жодного на кутових контрфорсах. З надрукованих фото видно, що до стін на початку 1990-х були додані два додаткових ряди торонів.

## Культурне значення

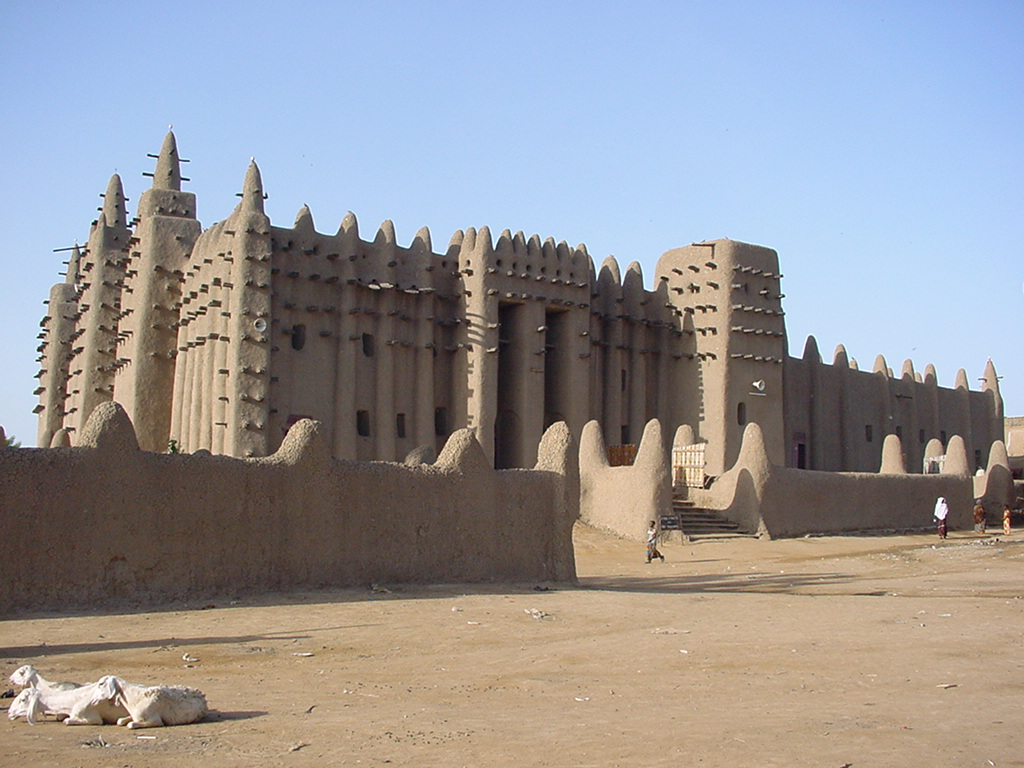
Головний вхід у північному мурі

Перша мечеть управляла одним з найбільших ісламських навчальних центрів в Африці в часи Середньовіччя, коли тисячі студентів приходили вивчати Коран у медресе Дженне.
У нагляді та ремонті мечеті участь бере вся спільнота міста Дженне у вигляду щорічного фестивалю. На фестивалі присутня музика та харчування, однак його головною метою є ремонт шкоди, завданої мечеті за попередній рік (переважно erosion від дощів та тріщинами від зміни температури та вологості). За декілька днів до фестивалю, у канавах готують штукатурку. Щоб дійти до кондиції, їй потрібно декілька днів, але її потрібно перемішувати, тому маленьких хлопчиків спонукають в ній вовтузитися. Штукатурку на мечеть накладають чоловіки, інша група чоловіків її підносить. На початку фестивалю відбувається забіг, хто першим донесе штукатурку до мечеті. Ремонт відбувається під наглядом гільдії каменярів Дженне, а старійшини споглядають за ремонтом з почесного місця на ринковій площі.
Історичні місця Дженне, включно з Великою мечеттю, були включено до Списку світової спадщини ЮНЕСКО 1988 року.
У 1930 році репліка мечеті Дженне була збудована у місті Фрежус у південній Франції. Вона отримала назву мечеть Міссірі (Mosquée Missiri), та була збудована з цементу і пофарбована у помаранчевий колір, щоб нагадувати колір оригіналу. Мечеть-репліка призначалась для «Сенегальських стрільців» (Tirailleurs sénégalais), західноафриканських колоніальних підрозділів Французької армії, які там квартирувались взимку.

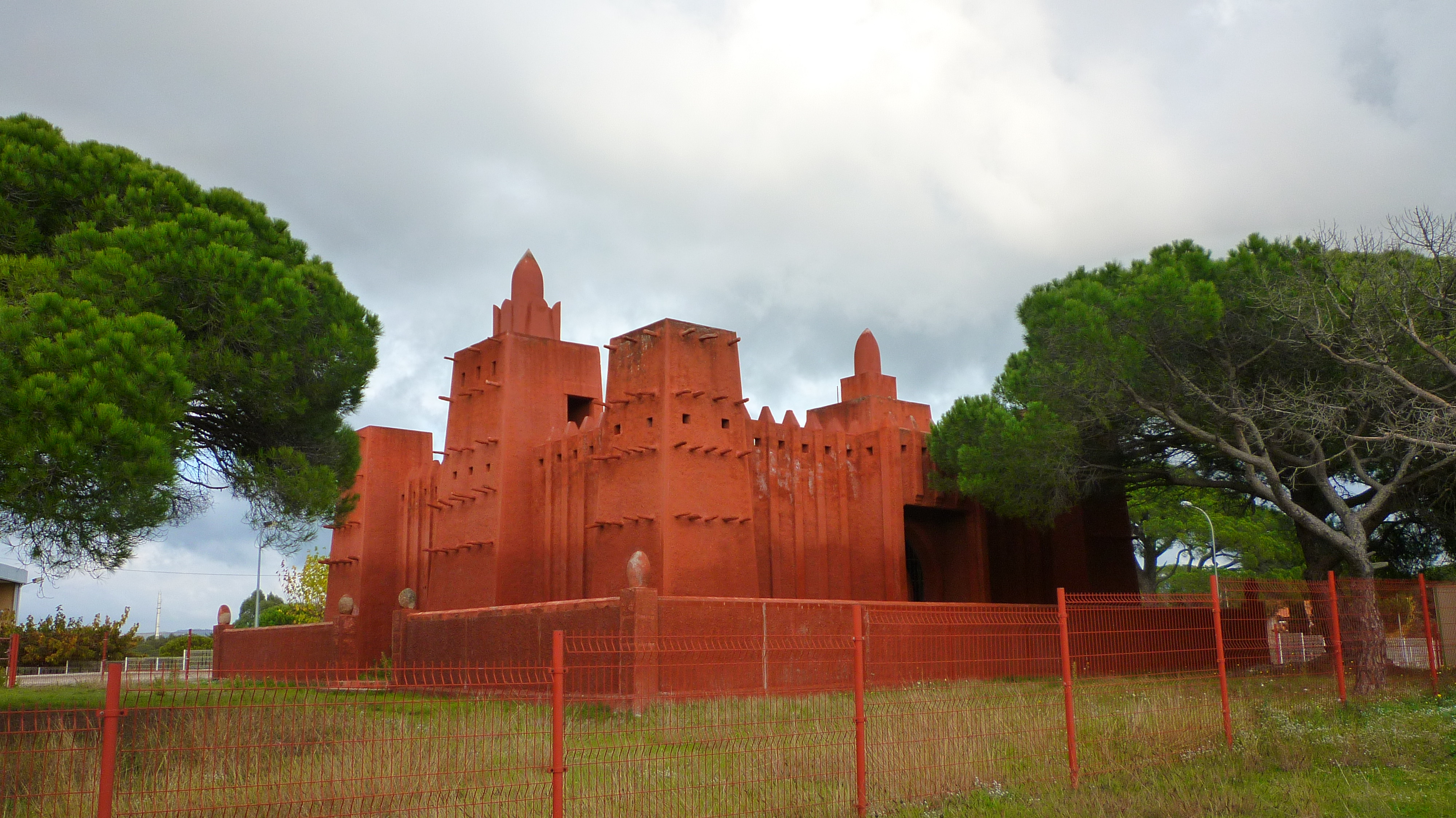
Репліка мечеті 1930 року у французькій комуні Фрежус

## Подальше читання
- Prussin, Labelle (1968), The Architecture of Islam in West Africa, African Arts, UCLA James S. Coleman African Studies Center, 1 (2): 32—74, doi:10.2307/3334324, JSTOR 3334324.
- Schutyser S., Dethier J., Gruner D. (2003) Banco, Adobe Mosques of the Inner Niger Delta, Milan: 5 Continents Editions, ISBN 88-7439-051-3
- Snelder, Raoul (1984), Hasan-Uddin, Khan (ред.), The Great Mosque at Djenné: Its impact as a model, MIMAR: Architecture in Development, Singapore: Concept Media, 12: 66—74, архів оригіналу за 2 квітня 2015, процитовано 9 грудня 2015.